# Ontario Professional Hockey League
Ontario Professional Hockey League (kratica OPHL), včasih z vzdevkom Trolley League, je bila profesionalna hokejska liga v Kanadi. Bila je kanadska prva polno profesionalna liga, v njej so sodelovala moštva iz Toronta in okoliških skupnosti. Prvak lige po koncu leta je tekmoval naprej za Stanleyjev pokal, a nobeno zmagovalno moštvo pri tem ni bilo uspešno. 

## Zgodovina
Liga je bila prvič organizirana decembra 1907. Moštvo Toronto Professional Hockey Club je do takrat igralo ekshibicijske tekme proti moštvom iz lige IPHL in drugim moštvom. Njihove tekme so bile deležne obiska nad 1000 gledalcev na tekmo. Liga se je zato skoncentrirala na Toronto in računala na okoliške skupnosti, da bi ta priskrbela moštva. Prvotno je liga sestojila iz moštev iz Toronta, Guelpha, Berlina (danes Kitchener) in Brantforda. 
V prvi sezoni so postali prvaki igralci iz Toronta in so leta 1908 igrali za osvojitev Stanleyjevega pokala. Porazili so jih Montreal Wanderersi iz lige ECAHA. Ligo je nato zapustil Brantford, njegovo mesto so zapolnili St. Catharines. Januarja 1909 je za Stanleyjev pokal tekmoval Galt, a jih je premagalo moštvo lige CHA Ottawa Hockey Club. Po sezoni 1909 so ligo zapustili Toronto, Guelph in St. Catharines. 
Leta 1910 se je OPHL pridružilo četrto moštvo - Waterloo Colts. Sezono so hokejisti Berlina začeli tako suvereno, da se je vodstvo lige odločilo izpeljati še eno sezono konec januarja. Marca 1910 je Berlin Wandererse izzval za Stanleyjev pokal, a je bil premagan. Zadnji poskus lige, da bi le osvojili pokal, se je zgodil leto kasneje - marca 1911, a Galt znova izgubil proti Ottawi, ki je tedaj že igrala v NHA. 
Po sezoni 1911 so ligo razpustili. Igralce so pograbila moštva iz NHA, medtem ko so igralce iz NHA pograbila nato moštva iz PCHA. Odšli so med drugim Eddie Oatman, Jack Patrick McDonald in Goldie Prodgers. Skoraj vse igralce zmagovitega Galta je kupilo MPHL moštvo Moncton Victorias, ki je ligo MPHL osvojilo in zatem izzvalo prvake NHA Quebec. 
Liga z istim imenom se je nato eno sezono (1930/31) odvijala, v njej so nastopala moštva iz Galta, Guelpha, Kitchenerja, Niagarskih slapov, Oshawe in Stratforda.

## Moštva
V 4 sezonah je sodelovalo 7 različnih moštev: 
- Berlin Dutchmen
- Brantford Indians
- Guelph Professionals
- Toronto Professionals
- Waterloo Colts
- Galt Professionals
- St. Catharines Pros

## Pregled sezon
| Sezona | Moštva                                                                      | Prvak                                           |
| ------ | --------------------------------------------------------------------------- | ----------------------------------------------- |
| 1908   | Berlin Dutchmen, Brantford Indians, Guelph Royals, Toronto                  | Toronto (po točkah)                             |
| 1909†  | Berlin, Brantford, Galt Professionals, Guelph, St. Catharines Pros, Toronto | Galt (po enotekemski končnici proti Brantfordu) |
| 1910   | Berlin, Brantford, Galt, Waterloo                                           | Berlin (po točkah)                              |
| 1911   | Berlin, Brantford, Galt, Waterloo                                           | Galt (po enotekemski končnici proti Waterlooju) |

† Guelph in St. Catharines so izstopili po 6 tekmah.